# Brendan King
Brendan King (Naperville, 25 februari 1990) is een Amerikaans voetballer. Voor het seizoen in 2015 tekende hij een contract bij Austin Aztex.

## Clubcarrière
King werd als zevenentwintigste gekozen in de MLS SuperDraft 2010 door Portland Timbers maar koos in plaats van een contract bij Portland voor het buitenland. Hij tekende bij het Ierse Bray Wanderers. Na één keer te hebben uitgekomen voor Bray Wanderers vertrok hij naar Alta IF uit de Noorse Adeccoligaen. Bij Alta speelde hij zeven competitiewedstrijden. Op 31 januari 2013 tekende King bij het Amerikaanse Chicago Fire. Op 20 februari 2014 verliet hij de club, zonder ook maar één competitiewedstrijd te spelen. Op 18 december 2014 tekende hij een contract bij Austin Aztex, niet te verwarren met de voormalige voetbalclub Austin Aztex FC.